# Epidendrium billeeanum
Scalaire jaune, Tourelle jaune, Tourelle des coraux
Espèce
Synonymes
- Scalina billeeana DuShane & Bratcher, 1965[1]

Epidendrium billeeanum, communément nommé Scalaire jaune, Tourelle jaune ou Tourelle des coraux, est une espèce de mollusques gastéropodes marins ectoparasites de la famille des Epitoniidae.

## Systématique
L'espèce Epidendrium billeeanum a été initialement décrite en 1965 par les malacologistes américaines Helen DuShane (d) (1907-2002) et Twila Bratcher (d) (1911-2006) sous le protonyme de Scalina billeeana,.

## Répartition
Le Scalaire jaune est présent dans les eaux tropicales de l'Indo-Pacifique et de l'Océan Pacifique oriental, soit des côtes orientales de l'Afrique aux côtes occidentales du continent américain, incluant la Mer Rouge et Hawaï.

## Description
Sa coquille jaune vif est hélicoïdale et mesure 1 cm de long. Il est fréquemment observable sur les coraux du genre Tubastrea dont il se nourrit.

## Publication originale
- (en) Helen DuShane et Twila Bratcher, « A new Scalina from the Gulf of California », The Veliger, vol. 8,‎ 1965, p. 160-161 (ISSN 0042-3211, OCLC 1768969, lire en ligne).